# Hemiphractus helioi
La rana de cabeza triangular del Cuzco (Hemiphractus helioi) es una especie de anfibio anuro de la familia Hemiphractidae. Se distribuye principalmente por las selvas de tierras bajas y montanas del sudeste y centro de Perú, aunque también se ha encontrado en Brasil, Ecuador y Colombia. Su rango altitudinal va desde los 300 hasta los 2000 metros de altitud.
Es una rana de tamaño mediano a grande, de en torno a los 5 cm de longitud. Tiene un aspecto muy característico: su cabeza es triangular, los extremos traseros de su cabeza son puntiagudos y sobresalen del cuerpo, y el hocico tiene un pequeño ápice puntiagudo en su punta. Además encima de cada párpado tiene dos "cuernos" pequeños. Es de color marrón dorsalmente. El vientre es blanquecino con manchas oscuras. El iris es marrón cobrizo con reticulado negro. La forma de su cabeza y sus dos "cuernos" en cada párpado lo distinguen de otras especies de su género, como Hemiphractus scutatus.
Es una especie arbórea de hábitos nocturnos. Habita sobre todo bosques primarios, aunque también se puede encontrar en bosques secundarios. Es una especie con desarrollo directo, los huevos, alrededor de 18, los transporta la hembra a su espalda en una bolsa al estilo de un marsupio. Cuando estos eclosionen saldrán como pequeñas ranas con su desarrollo terminado. Es un depredador especialista y su dieta se compone principalmente de otras ranas.